# Thierachern
Thierachern é uma comuna da Suíça, no Cantão Berna, com cerca de 2.131 habitantes. Estende-se por uma área de 7,53 km², de densidade populacional de 283 hab/km². Confina com as seguintes comunas: Amsoldingen, Längenbühl, Tune, Uebeschi, Uetendorf.
A língua oficial nesta comuna é o Alemão.